# Berdychiw
Berdychiw (ukrainisch Бердихів; russisch Бердыхов Berdychow, polnisch Berdychów) ist ein Dorf in der westukrainischen Oblast Lwiw mit etwa 680 Einwohnern.
Am 12. Juni 2020 wurde das Dorf ein Teil neu gegründeten Stadtgemeinde Nowojaworiwsk im Rajon Jaworiw;

## Geschichte
Der Ort wurde im Jahre 1497 als Kardechow in districtu Leopl. urkundlich erwähnt, danach folgten die Erwähnungen als bona Bardachow in distr. Leopol. (1498) oder Berdechow (1515). Der ursprüngliche besitzanzeigende Name *Bardechów war vom Personennamen Bardech (vom Wort bardo – Hügel, ukrainisch berdo, Бердо) abgeleitet und entwickelte sich durch ukrainisch-linguistische er < ṛ; und sekundär y < e zur ukrainischen Form des Vornamens *Бердех (mit dem Suffix -ech).
Der Ort gehörte zunächst zum Lemberger Land in der Woiwodschaft Ruthenien der Adelsrepublik Polen-Litauen. Bei der Ersten Teilung Polens kam das Dorf 1772 zum neuen Königreich Galizien und Lodomerien des habsburgischen Kaiserreichs (ab 1804), seit 1867 war er in den Bezirk Jaworów eingegliedert.
Im Jahre 1783 wurden im Zuge der Josephinischen Kolonisation auf dem südlichen Grund des Dorfes deutsche Kolonisten lutherischer Konfession angesiedelt. Die Kolonie wurde Berdichau bzw. Berdikau genannt und wurde zum Ortsteil der Gemeinde Moosberg. Die Protestanten gehörten der Pfarrgemeinde Hartfeld in Evangelische Superintendentur A. B. Galizien.

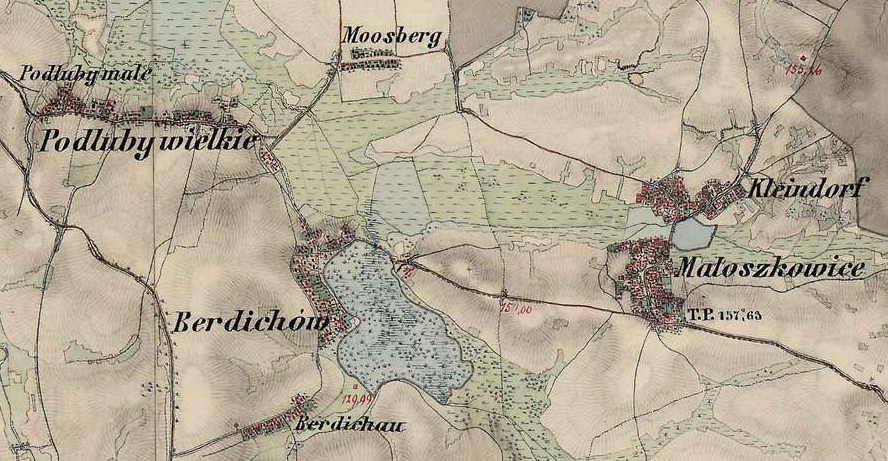
Berdychiw mit Berdikau, Podluby Wielkie mit Moosberg und Małoszkowice mit Kleindorf auf der Franziszeischen Landesaufnahme um die Mitte des 19. Jahrhunderts

Im Jahre 1900 hatte die Gemeinde Berdychów 102 Häuser mit 603 Einwohnern, davon waren 571 ruthenischsprachig, 31 deutschsprachig, 562 griechisch-katholisch, 10 römisch-katholisch, 17 Juden, 14 anderen Glaubens. Berdikau in der Gemeinde Moosberg hatte 26 Häuser mit 57 Einwohnern (51 deutschsprachig, 5 ruth., 1 poln.; 5 gr.-kath., 2 röm.-kath., 50 anderen Glaubens).
Nach dem Ende des Polnisch-Ukrainischen Kriegs 1919 kam die Gemeinde zu Polen. Im Jahre 1921 hatte sie 122 Häuser mit 648 Einwohnern, davon 599 Ruthenen, 30 Polen, 10 Deutsche, 9 Juden (Nationalität), 600 griechisch-katholisch, 29 römisch-katholisch, 10 evangelisch, 9 israelitisch. Berdikau in der Gemeinde Moosberg hatte 74 Häuser mit 74 Einwohnern (57 evang. Deutsche, 16 gr.-kath. Ruthenen)
Am 24. Mai 1939 wurde der Name Berdikau auf Michałówka geändert.
Im Zweiten Weltkrieg gehörte der Ort zuerst zur Sowjetunion und ab 1941 zum Generalgouvernement, ab 1945 wieder zur Sowjetunion, heute zur Ukraine.